# Saltambarcas

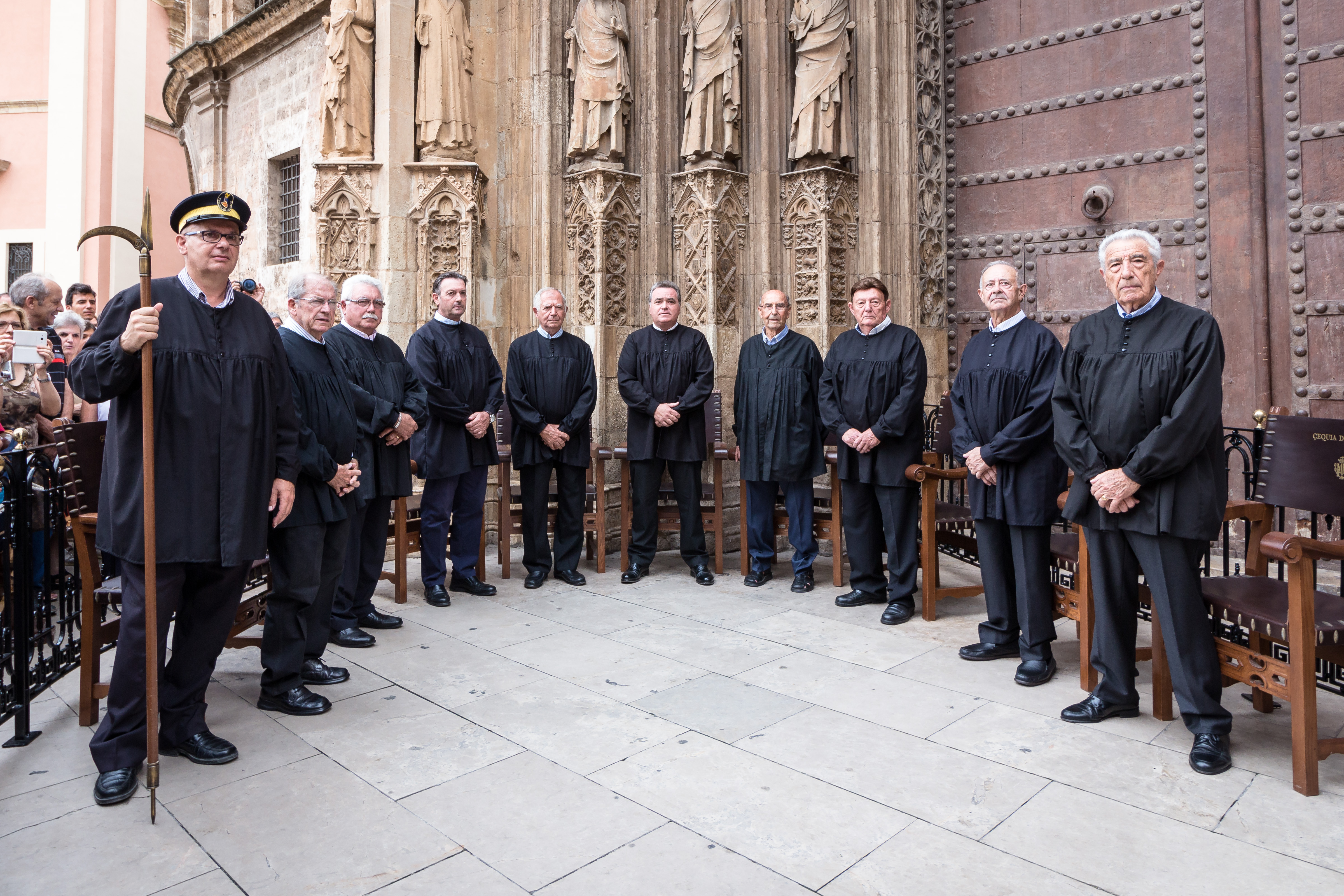
Bluse der Mitglieder des Wassergerichts von Valenzia, ähnlich der Beschreibung der „saltambarcas“.

Saltambarcas ist ein Kleidungsstück, das vor allem im Goldenen Zeitalter von den Bürgern getragen wurde. Das Diccionario de Autoridades von 1739, Band VI, definiert es als „ein rustikales, hinten offenes Kleidungsstück. Dieser Name mag ihm gegeben worden sein, weil man es benutzt, um in Boote zu gehen oder aus ihnen auszusteigen“. Es handelte sich um eine (geschlossene) Bluse mit viel Volant, die über den Kopf gestülpt wurde. Ihre Verwendung und ihre Merkmale sind bekannt, da mehrere Autoren sie in ihren Werken erwähnt und definiert haben. Auch die verwendeten Stoffe und sogar die Verzierungen sind aus denselben Quellen bekannt. Es gab Saltambarcas aus Fries (einem Wollstoff aus den Niederlanden), Taft und Tabi (gepresster Seidentaft); als Verzierungen dienten Polsterungen, Nähte und manchmal viele Knöpfe.

## Saltambarcas in der Literatur
Miguel de Cervantes bezieht sich auf dieses Kleidungsstück im zweiten Teil von Don Quijote, Kapitel 49: «...los greguescos eran verdes, de tela de oro, y una saltaembarca o ropilla de lo mesmo suelta, debajo de la cual traía un jubón de tela finísima de oro y blanco» („die Pluderhosen waren von golddurchwirktem grünem Stoff, der Überwurf von demselben Zeug war offen, und darunter trug sie ein Wams vom feinsten Zeug, weiß mit Gold“).
Lope de Vega schreibt in seinem Werk La Gatomaquia:
de patas de conejos guarnecido,
griguiesco y saltambarca
Calvillo kam, gekleidet in Fustan, garniert mit Hasenfüsen, Pluderhosen und Saltambarca
Der Schriftsteller Vicente Espinel, aus dem 17. Jahrhundert, bemerkt in seinem Werk Las relaciones de la vida del escudero Marcos de Obregón (Ausgabe Madrid 1923): „Yo, como sabía nadar […] quitarme y arrojé una saltambarca que traía […]“ („Da ich schwimmen konnte […], zog ich meine Saltambarca aus, die ich trug, und warf sie […]“).